# Frommer Stop
Frommer Stop là loại súng ngắn bán tự động được phát triển bởi nhà thiết kế vũ khí Rudolf Frommer người Hungary cho lực lượng quân đội đế quốc Áo-Hung vào năm 1912. Súng được chế tạo tại nhà máy Fegyver És Gépgyár, Budapest, Hungary từ năm 1929. Lực lượng quân đội và cảnh sát Hungary đã sử dụng loại súng này đến năm 1945 với khoảng 350 đến 360 ngàn khẩu đã được chế tạo.

## Thiết kế
Súng có thiết kế và yêu cầu quy trình bảo dưỡng khá phức tạp nhưng bù lại các khẩu súng được làm có chất lượng rất tốt, rất bền chỉ cần ít thời gian bảo dưỡng trong một thời gian dài và khá đáng tin.
Stop sử dụng cơ chế nạp đạn bằng độ giật lùi nòng dài, đây là cách hoạt động gần như không được sử dụng cho một loại súng ngắn, thoi nạp đạn xoay với hai móc khóa cố định viên đạn. Khi bắn nòng và thoi nạp đạn sẽ cùng giật lùi sâu vào ống bọc ngoài nòng súng, ống bọc ngoài nòng súng được làm theo hình số 8 một ống chứa nòng và một ống chứa lò xo đẩy. Khi lùi nòng súng sẽ đẩy một lò xo nằm dọc trong ống phía trên nòng súng, khi kết thúc chu kỳ lùi, lò xo này sẽ đẩy nòng súng trở về chỗ cũ trước còn thoi nạp đạn sẽ được giữ bởi một móc nằm ở phía sau, vì khi lùi thoi nạp đạn sẽ đi qua một rãnh xoắn khiến thoi nạp đạn xoay tách ra khỏi nòng súng vỏ đạn cũ sẽ được thoi nạp đạn giữ lại khi nòng súng di chuyển lên và nó sẽ bị đẩy ra ngoài qua khe nhả đạn phía bên phải súng lúc viên đạn mới được đẩy vào thế chỗ. Lúc nòng súng kết thúc chu kỳ di chuyển lên phía trên nó sẽ tự động mở móc đang giữ thoi nạp đạn và lò xo của thoi nạp đạn sẽ đẩy nó lên để nạp viên đạn mới vào nòng cũng như xoay khi qua rãnh xoắn để khóa cố định vào nòng.

## liên kết ngoài
- http://www.cruffler.com/historic-august00.html
- http://world.guns.ru/handguns/hg/hu/frommer-stop-e.html
- Tháo Stop
- Ráp Stop
- Bắn thử Stop (Quay chậm)